# بالاتسو دي نورماني

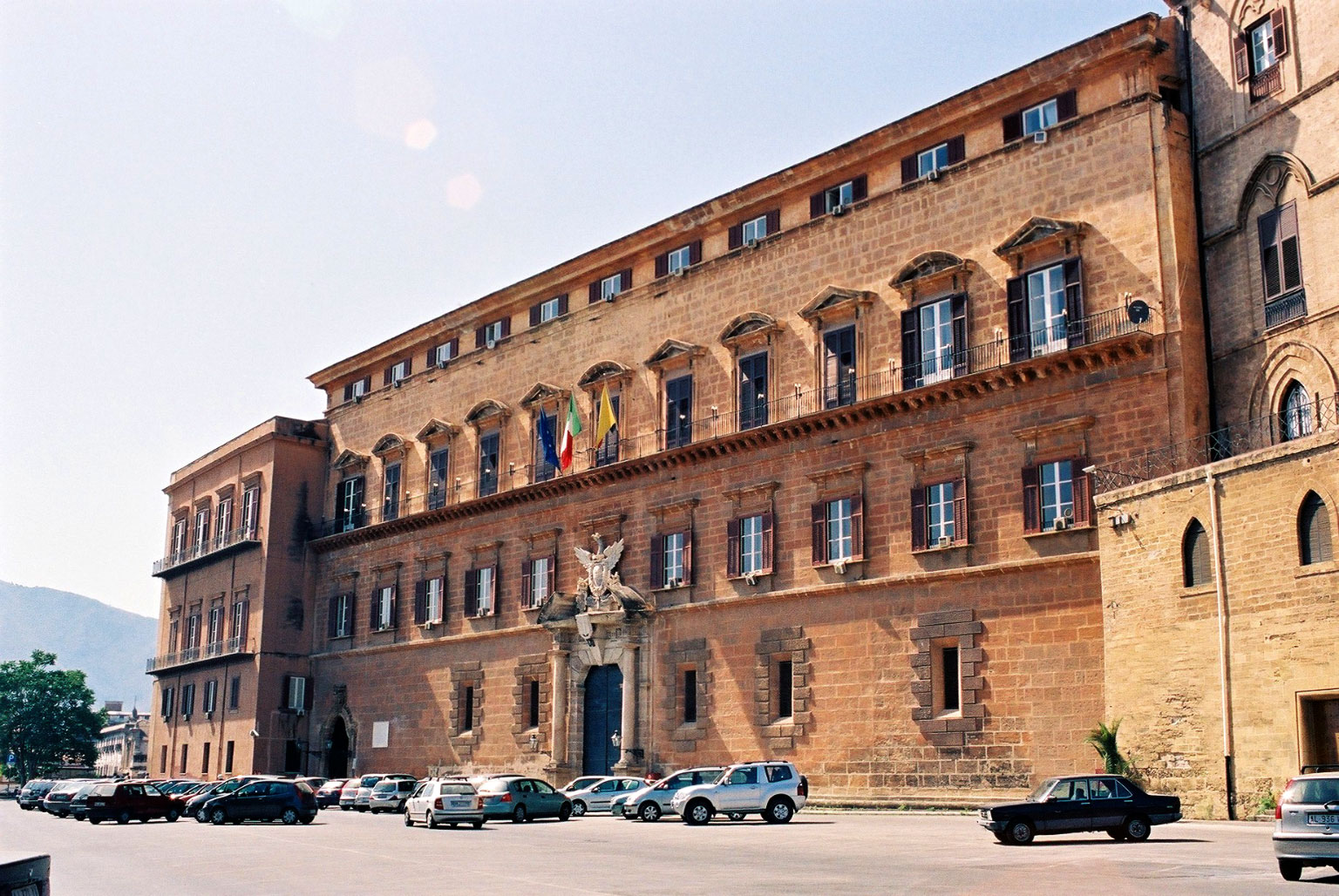
واجهة للقصر تعود لعصر النهضة.

قصر النورمان أو بالاتسو دي نورماني (بالإيطالية: Palazzo dei Normanni)‏ أو القصر الملكي في باليرمو هو قصر في باليرمو في إيطاليا. كان مقرًا لملوك صقلية خلال الهيمنة النورمانية وخدم بعد ذلك كمقر رئيسي لحكام صقلية اللاحقين. اليوم هو مقر البرلمان الإقليمي لصقلية. بني هذا القصر على أساسات القصر العربي من عهد إمارة صقلية.

## معرض

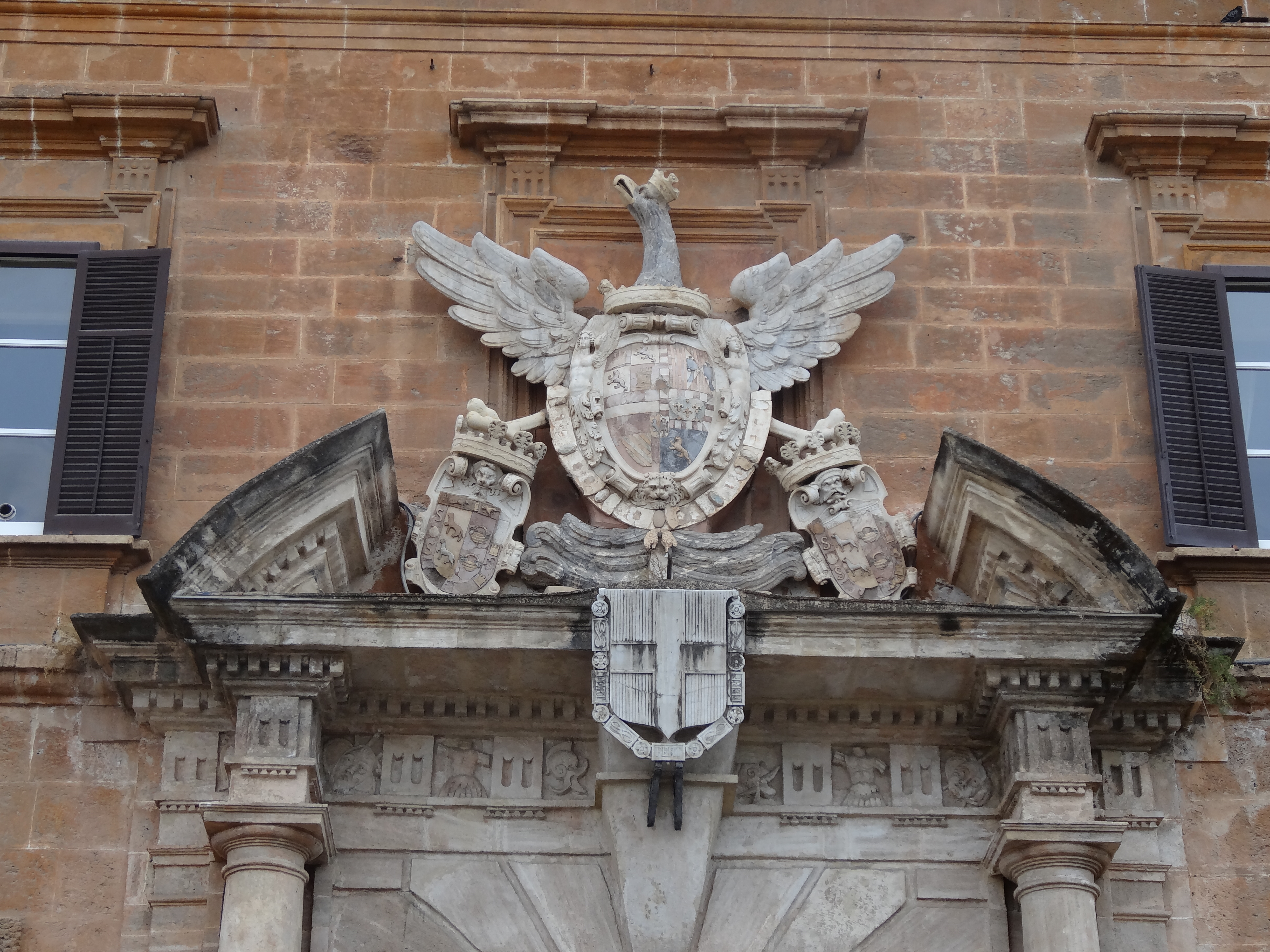
قصر النورمان